# 마리오 엔카나시온
마리오 곤살레스 엔카나시온(스페인어: Mario González Encarnación, 1975년 9월 24일 ~ 2005년 10월 3일)은 도미니카 공화국 출신의 야구 선수였다. 롯데 자이언츠 시절 등록명은 이시온이었고 2003년 롯데에서 타율 0.290 13홈런 45타점으로 나름 괜찮은 활약을 했으며 이 덕택에 2004년 재계약했지만 개막을 앞두고 무릎 부상이 악화되더니 시즌 초반 극도의 부진을 보이다가 퇴출됐으며 그 이후 대만  청타이 코브라스에서 선수생활을 이어갔는데 2005년 10월 3일 약물 과다 복용으로 자신의 숙소에서 사망한 채로 발견됐다.

1. ↑  김세중 (2014년 6월 5일). “[기획] 돌아와요 부산항에 그리운 내 형제여! 가을야구를 이끌었던 자이언츠의 외국인 타자들!”. 인벤. 2023년 7월 9일에 확인함.